# Joseph Libbey Folsom
Pour les articles homonymes, voir Folsom.
Joseph Libbey Folsom (1817 – 1855) était un officier de l'armée américaine et un pionnier à l'époque de la ruée vers l'or en Californie. Il fonda ce qui est aujourd'hui la ville de Folsom.